# 瓶头菊属
瓶头菊属（学名：Lagenophora）又名瓶头草属，是菊科下的一个属，为小草。该属共有30种，分布于日本至新西兰。